# Adrienne Goodson
Adrienne Goodson (ur. 19 października 1966 w Bayonne) – amerykańska koszykarka występująca na pozycjach silnej lub niskiej skrzydłowej, reprezentantka kraju, po zakończeniu kariery zawodniczej trenerka koszykarska.
Zajęła czwarte miejsce na liście wszech czasów ABL w liczbie zdobytych punktów (1658) oraz drugie pod względem zbiórek w ataku (293).
Podczas swojej kariery w WNBA uzyskała 2705 (12,2) punktów i 1126 (5,1) zbiórek.

## Osiągnięcia
Na podstawie, o ile nie zaznaczono inaczej.
NCAA
- Mistrzyni NCAA (1985)
- Uczestniczka rozgrywek:
  - Sweet Sixteen turnieju NCAA (1985, 1987)
  - turnieju NCAA (1985, 1987, 1988)
- Mistrzyni:
  - turnieju konferencji Sun Belt (1985, 1987)
  - sezonu regularnego konferencji Sun Belt (1985, 1987, 1988)
- Zawodniczka roku Sun Belt (1988)
- MVP turnieju konferencji Sun Belt (1987)
- Zaliczona do:
  - I składu turnieju Sun Belt (1987)
  - II składu Sun Belt (1986, 1987)
  - Galerii Sław Sportu Old Dominion University (1999)
  - Colonial Athletic Association Legends Class (2005)

WNBA
- Uczestniczka meczu gwiazd WNBA (2002)
- Laureatka WNBA Off-Season Community Assist Award (2003)

Inne
- 5-krotna mistrzyni Brazylii
- Wicemistrzyni ABL (1997)
- Zaliczona do:
  - I składu ABL (1997)
  - II składu ABL (1998)
- Uczestniczka meczu gwiazd ABL (1997, 1998)

Reprezentacja
- Mistrzyni uniwersjady (1993)